# CURIOUS (雑誌)
「CURIOUS」（キュリアス）は2009年2月に創刊された四輪駆動車専門誌。「四駆道楽専門誌」というサブタイトルがついている。出版元は静岡県御殿場市の株式会社カマドから2024年7月より静岡県富士市のイマジビジョン・プラス合同会社に移行。取材・編集・制作まで同社内で完結している。年に1、2回の発行で、詳細な解説と多数の写真・図版が用いられる。

クロスカントリーカーを中心に、ピックアップトラック、トラック、特装車などを扱うが、SUVと呼ばれる乗用車ベースの四輪駆動車や、カスタムと呼ばれる加飾を施した車両は取り上げない方針。総ページ数は創刊以来128ページとなっている。2025年（令和7年）3月時点でVol.20まで発行。別冊のアーカイブス、バス車両のグラフィック誌も発行実績がある。